# Diary of a Camper

Diary of a Camper est un court-métrage américain machinima réalisé par Matthew Van Sickler à l'aide du jeu vidéo Quake.
L'action se situe sur la carte DM6 du jeu (The Dark Zone). En l'explorant, une équipe de rangers se réunit et décide d'envoyer deux de ses membres, Sphinx et Pyoveli, en éclaireurs. Ces derniers se téléportent dans une pièce dans laquelle un « campeur » les attend et les tuent. Les trois derniers rangers - ColdSun, ArchV et un anonyme - réalise le destin de leurs camarades et se mettent à tirer sur le campeur. En examinant le cadavre de celui-ci, il l'identifie comme leur ennemi : John Romero.
D'une durée d'1 minute 38, ce court-métrage a été mis en ligne le 26 octobre 1996 sur Internet. Il est généralement considéré comme l'un des premiers exemples de machinima,,. Il a été présenté en 2005 lors d'un événement de l'université Stanford aux côtés d'autres machinimas comme Red vs. Blue. Il a été également montré par l'Australian Centre for the Moving Image dans une exposition sur le machinima en 2006.